# Ghana
Ghana (pronunție în română [ˈɡana]), oficial denumită Republica Ghana (engleză Republic of Ghana) este un stat suveran multinațional din Africa de Vest, învecinat cu Coasta de Fildeș la vest, Burkina Faso la nord, cu Togo la est și cu Golful Guineei la sud. Teritoriul a intrat în secolul al XV-lea sub influență portugheză, iar în 1874 Regatul Unit formează aici o colonie, Coasta de Aur. Odată cu independența statului din 1957, numele de Ghana a fost ales ca referire la Imperiul Ghana ce a existat în vestul Africii în antichitate.

## Istorie
Articol principal: Istoria Ghanei
Tradiția orală arată că triburile care ocupă în prezent teritoriul ghanez au migrat din nord aproximativ în perioada 1200-1600 dCh. Originea poporului ghanez este incertă, deși numele de Ghana a fost adoptat la proclamarea independenței datorită credinței că ghanezii sunt descendenți ai imperiului Ghana, care a fost înfloritor cu mai mult de o mie de ani în urmă dar care era situat în sud-estul Mauritaniei și vestul teritoriului actual al statului Mali, la câteva sute de kilometri în nord-vest.
Începând din secolul al XV-lea, sunt menționate câteva formațiuni statale, dintre care cele mai puternice au fost Denchira și Ashanti. Primii europeni care și-au făcut apariția în această regiune au fost portughezii (1471) și englezii (1553). În 1896 Anglia încorporează statul Așanti în colonia Coasta de Aur. La 6 martie 1957 Coasta de Aur a obținut independența în cadrul Comunității Britanice de Națiuni, sub denumirea de Ghana. În 1956 populația fostului Togo britanic s-a pronunțat, în cadrul unui referendum, pentru unirea cu Ghana. De la 6 martie 1957 până la 1 iulie 1960, când s-a proclamat republică, Ghana a fost dominion britanic.

## Politică
Articol principal: Politica Ghanei

## Împărțirea administrativă
Articol principal: Împărțirea administrativă a Ghanei
Republica Ghana include 10 regiuni:
- Upper West (Wa)
- Upper Est (Bolgatanga)
- Northern (Tamale)
- Brong-Ahafo (Sunyani)
- Volta (Ho)
- Ashanti (Kumasi)
- Western (Awaso)
- Central (Cape Coast)
- Greater Accra (Accra)
- Eastern (Koforidua)

## Geografie
Articol principal: Geografia Ghanei
Teritoriul Ghanei este format dintr-o câmpie întinsă, vălurită, străbătută de fluviul Volta, mărginită de regiuni de podiș, mai extinse în vest și în nord, și de câmpia litorală.
Clima este ecuatorială iar în nord este subecuatorială.

### Clima
Clima Ghanei este tropicală, aici putând fi observate două anotimpuri principale: sezonul ploios și sezonul secetos.
| Date climatice pentru Ghana | Date climatice pentru Ghana | Date climatice pentru Ghana | Date climatice pentru Ghana | Date climatice pentru Ghana | Date climatice pentru Ghana | Date climatice pentru Ghana | Date climatice pentru Ghana | Date climatice pentru Ghana | Date climatice pentru Ghana | Date climatice pentru Ghana | Date climatice pentru Ghana | Date climatice pentru Ghana | Date climatice pentru Ghana |
| Luna                        | Ian                         | Feb                         | Mar                         | Apr                         | Mai                         | Iun                         | Iul                         | Aug                         | Sep                         | Oct                         | Nov                         | Dec                         | Anual                       |
| --------------------------- | --------------------------- | --------------------------- | --------------------------- | --------------------------- | --------------------------- | --------------------------- | --------------------------- | --------------------------- | --------------------------- | --------------------------- | --------------------------- | --------------------------- | --------------------------- |
| Maxima medie °C (°F)        | 27.5 (81,5)                 | 27.5 (81,5)                 | 28 (82)                     | 28 (82)                     | 27 (81)                     | 26 (79)                     | 25 (77)                     | 24 (75)                     | 26 (79)                     | 26 (79)                     | 27 (81)                     | 27 (81)                     | 28 (82)                     |
| Minima medie °C (°F)        | 23 (73)                     | 23 (73)                     | 24 (75)                     | 24 (75)                     | 23 (73)                     | 23 (73)                     | 22 (72)                     | 21 (70)                     | 22 (72)                     | 22 (72)                     | 23 (73)                     | 23 (73)                     | 21 (70)                     |
| Minima istorică °C (°F)     | 15 (59)                     | 17 (63)                     | 20 (68)                     | 19 (66)                     | 21 (70)                     | 20 (68)                     | 19 (66)                     | 18 (64)                     | 20 (68)                     | 19 (66)                     | 21 (70)                     | 17 (63)                     | 15 (59)                     |
| Ploaie mm (inches)          | 16 (0.63)                   | 37 (1.46)                   | 73 (2.87)                   | 82 (3.23)                   | 145 (5.71)                  | 193 (7.6)                   | 49 (1.93)                   | 16 (0.63)                   | 40 (1.57)                   | 80 (3.15)                   | 38 (1.5)                    | 18 (0.71)                   | 787 (30,98)                 |
| Umiditate [%]               | 79                          | 77                          | 77                          | 80                          | 82                          | 85                          | 85                          | 83                          | 82                          | 83                          | 80                          | 79                          | 85                          |
| Nr. mediu de zile ploioase  | 2                           | 2                           | 5                           | 7                           | 11                          | 14                          | 7                           | 6                           | 8                           | 9                           | 4                           | 2                           | 77                          |
| Ore însorite                | 214                         | 204                         | 223                         | 213                         | 211                         | 144                         | 142                         | 155                         | 171                         | 220                         | 240                         | 235                         | 2.372                       |
| Sursă: Climatemps.com       |                             |                             |                             |                             |                             |                             |                             |                             |                             |                             |                             |                             |                             |

## Economie
Articol principal: Economia Ghanei
Subsolul Ghanei conține mari rezerve de aur (de unde numele de Coasta de Aur, dat de coloniștii englezi), diamante, minereuri de mangan, bauxită.

## Demografie
Articol principal: Demografia Ghanei

## Cultură
Articol principal: Cultura Ghanei

### Gastronomie
In Ghana gastronomia este variata, și include un sortiment de supe si tocane cu fructe de mare. Cele mai multe supe sunt preparate cu legume, carne de pasăre sau pește. Pește afumat și raci fiind componente comune ale dietei in Ghana, unele dintre cele mai importante fiind tilapia prajit si whitebait prajit. 
Banku este un aliment comun in Ghana obținut din porumb măcinat. Dokonu (kenkey) și banku sunt, de obicei, servite cu pește prăjit (Chinam) sau tilapia la grătar și un condiment foarte picant făcut din prime roșu și verde, ardei iute, ceapă și roșii (sos de piper). Banku și tilapia este o combinatie servita în cele mai multe restaurante din Ghana. Fufu este cel mai comun fel de mâncare Ghanez exportat intalninduse in multe tari africane.

### Adinkra
In timpul secolului al 13-lea, ghanezi au dezvoltat arta lor unica de imprimare adinkra. Imprimate manual si brodate manual hainele adinkra erau utilizate exclusiv de către regalitatea din Ghana pentru ceremonii. Fiecare dintre motivele care alcătuiesc corpusul simbolistic al artei adinkra are un nume și semnificație derivate dintr-un proverb, un eveniment istoric, atitudine umană, etologie, plante, diverse forme de viață, sau forme de obiecte neînsuflețite. Acestea sunt redate grafic în forme geometrice stilizate. Semnificațiile motivelor pot fi clasificate în estetică, etică, relații umane, și concepte.

### Patrimoniu mondial UNESCO
Până în 2011 pe lista patrimoniului mondial UNESCO au fost incluse 2 obiective din această țară.

## Turism
Turiști care vin in Ghana sunt: sud-americani, asiatici, europeni, si nord-americani. Atracțiile și destinații turistice majore ale Ghana includ o pe tot parcursul anului 
- diverse animale sălbatice,
- cascade exotice, cum ar fi Cascada Kintampo și cea mai mare cascada din Africa de Vest, Cascada Wli
- plaje de coastă căptușite cu palmieri
- pesteri,
- râuri,
- crater de impact meteorit,
- cel mai mare lac artificial din lume Lacul Volta, cu o suprafata de 8502 km²
- zeci de castele și forturi,
- rezervații naturale și parcuri naționale

Forumului Economic Mondial din 2010 a arătat că Ghana a fost clasat pe locul 108 din 139 de țări, intr-un clasament ce prevedea destinatiile turistice preferate din intreaga lume. În 2011, revista Forbes, a publicat ca Ghana a fost clasat pe locul unsprezece  cea mai prietenoasa țara din lume. Afirmația sa bazat pe un studiu din 2010. Dintre toate țările africane care au fost incluse in studiu, Ghana s-a clasat pe locul cel mai înalt. Intr-un clasament Ghana este prezentata ca fiind a 61 cea mai pașnică țară din lume.
Pentru a intra Ghana, este necesar sa aveti o viză autorizat de Guvernul Ghana. Turisti trebuie să aplice pentru această viză la ambasada Ghana; acest proces poate dura aproximativ două săptămâni. Prin lege, vizitatorii care intră în Ghana trebuie să fie în măsură să prezinte un certificat de vaccinare contra febrei galbene.

## Curiozități
- Denumirea acestei țări a fost dată după cea a regatului așanților. În trecut, cuceritorii portughezi i-au jefuit pe băștinașii așanți de podoabele de aur, numind acest loc „Coasta de aur”.
- Pe Volta Superioară, care străbate Republica Ghana, se află cel mai mare lac de acumulare din lume: Lacul de la Akosombo, cu o suprafață de 9.665 km2.
- În Ghana se află cel mai mare număr de arbori de cacao din lume: peste 600 de milioane.
- Umbrela era simbolul puterii șefilor tribali, în Ghana. Astfel, acest obiect a fost denumit popular „umbrela de stat”.